# Armadillo Aerospace
Armadillo Aerospace es una compañía startup aeroespacial con sede en Mesquite, Texas. Su meta inicial fue construir una nave espacial capaz de efectuar vuelos suborbitales para hacer turismo espacial, y también tienen la meta a largo plazo de poder efectuar vuelos orbitales. La compañía fue fundada por John Carmack.
El 24 de octubre de 2008, Armadillo ganó $350,000 al tener éxito en el nivel 1 la competencia de la NASA Northrop Grumman Lunar Lander Challenge. El 12 de septiembre de 2009, Armadillo ganó $500,000 al tener éxito en el nivel 2 de la misma competencia.
En el 2010 trabajaron en un vehículo espacial capaz de vuelo suborbital con la empresa Space Adventures.
En agosto del 2013, Carmack anunció que la empresa se encontraba en un "modo de hibernación" tras varias demoras en proyectos, incluido el accidente del cohete STIG-B.
En mayo de 2014, varios antiguos empleados de la empresa formaron una nueva compañía llamada Exos Aerospace, con el objetivo de completar el desarrollo de naves espaciales comerciales reutilizables iniciado por su antigua empresa. La nueva compañía inició operaciones en una antigua sede de Armadillo Aerospace en el aeropuerto municipal de Caddo Mills, Texas. Exos completó la adquisición de los activos de Armadillo a principios de 2015.
En septiembre de 2017, John Carmack comentó que tiene interés en "reactivar" Armadillo Aeroespace.

## Principios de investigación y desarrollo

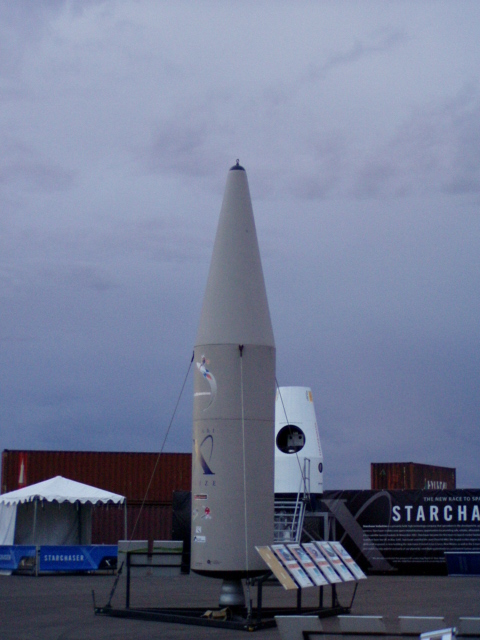
Maqueta de la nave de Armadillo Aeroespace con la cual la empresa intentó ganar el Premio Ansari X

La compañía puso un fuerte énfasis en un ciclo rápido de fabricación y prueba. Armadillo Aerospace diseñó y construyó más de 12 vehículos que utilizaron aproximadamente 50 diseños de motores para más de 100 vuelos con cohetes. Cada diseño tenía varias características en común. Una fue el uso de tecnologías informáticas y electrónicas modernas para simplificar el control de cohetes y reducir los costos de desarrollo.

## Competiciones

### X Prize y Lunar Lander Challenge

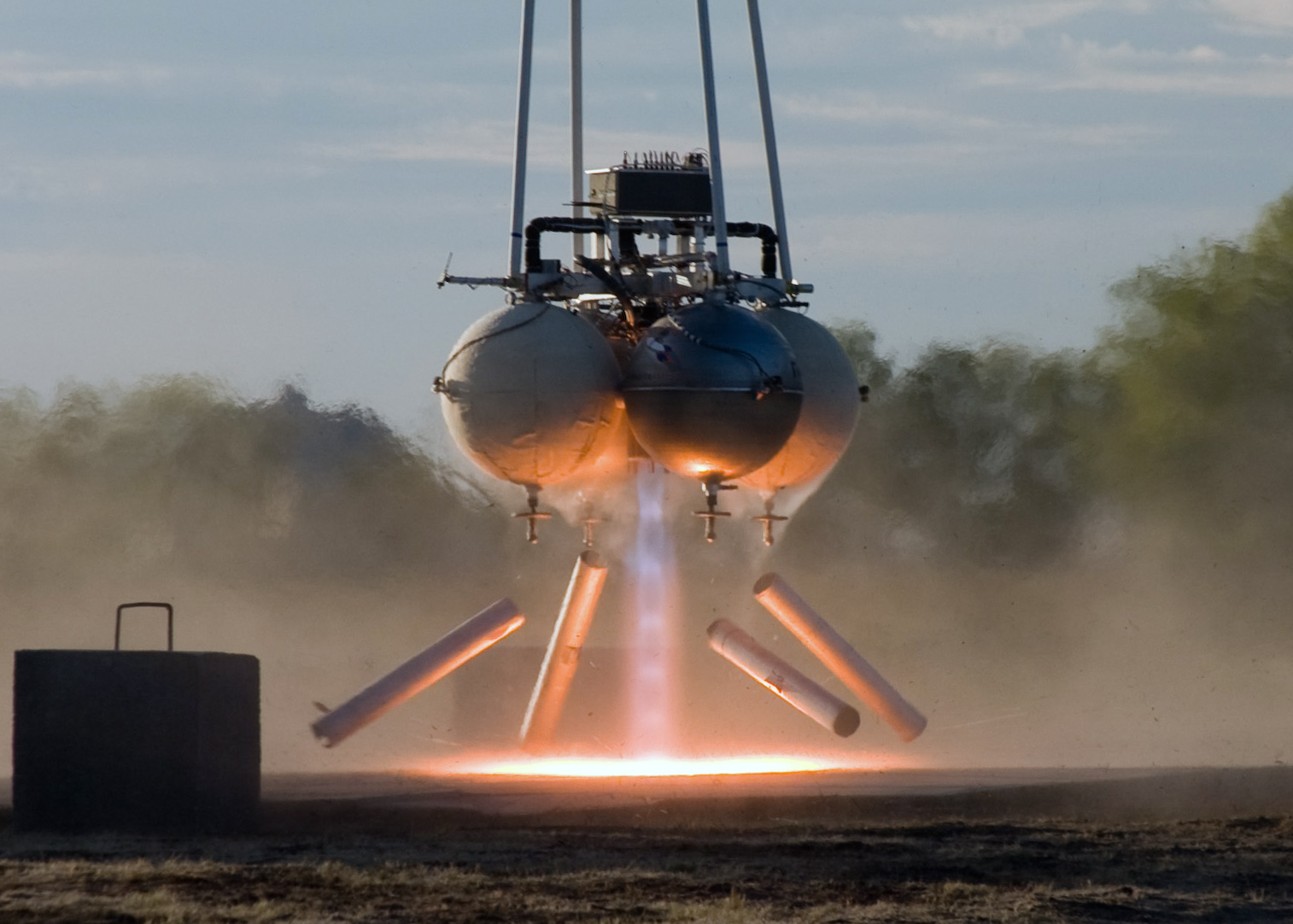
Vuelo de prueba del cohete Pixel antes de la competencia X-Prize 2006

La empresa participó en el Premio Ansari X y en la Wirefly X-Prize Cup de los años 2006 y 2007, siendo la única empresa participante del Northrop Grumman Lunar Lander Challenge. La compañía llevó dos vehículos similares al evento del año 2006, Pixel y Texel. Los vehículos no pudieron ganar el premio de Nivel 1, después de hacer tres intentos dramáticos que totalizaron más de 5 minutos en el aire, terminaron estrellándose en el suelo. Los problemas persistentes de aterrizaje fueron la principal causa de falla, con el tren de rodaje rompiéndose varias veces y aterrizando ligeramente fuera de la plataforma en una ocasión debido a dificultades de orientación.
Durante pruebas previas a la competencia del año 2007, uno de los dos vehículos Quad (llamado Texel) se estrelló en un vuelo atado después de que un problema de guía causó que el vehículo ganara rápidamente altitud hasta que se activaron 3 procedimientos de terminación de vuelo separados a aproximadamente 10 metros de altura. El vehículo cayó, y el impacto rompió uno de los tanques de alcohol y una gran bola de fuego envolvió el vehículo. El vehículo fue dañado irreparablemente, y solo su nave hermana Pixel podía competir en el próximo evento, a pesar de que el plan original era que Texel compitiera en la primera fase, y Pixel en la segunda. Distintos fracasos en la competencia, frustraron las intenciones de la empresa.

### Lunar Lander Challenge 2008
El Lunar Lander Challenge 2008 se llevó a cabo del 24 al 25 de octubre en el Aeropuerto Internacional Las Cruces en Nuevo México. Armadillo Aerospace compitió por tercer año consecutivo, pero por primera vez tuvo competencia, del equipo TrueZer0. Ambos recibieron permisos de la FAA para volar cohetes experimentales.
Ambos equipos fracasaron en el primer intento, sin embargo Armadillo logró su objetivo en el segundo intento, ganando el premio de $350,000.
El intento de Armadillo por el premio de la segunda fase del 25 de octubre fue abortado debido a que su vehículo se volcó después de que la carcasa del motor se quemó debido a un problema en la línea de combustible.

### Lunar Lander Challenge 2009
Armadillo intentó ganar el premio de la segunda fase el 12 de septiembre de 2009. Usando su vehículo Mod, la empresa voló por más de 180 segundos, aterrizando de manera segura. Sin embargo, su precisión de aterrizaje no fue suficiente para ganar el primer premio, por lo cual fueron galardonados con el segundo premio de $500,000. El vehículo Xoie de la empresa Masten Space Systems se llevó el premio principal de $1,000,000.

## Rocket Racing League
En 2008, la Rocket Racing League, una liga de carreras aéreas, anunció que utilizarian motores de Armadillo para la segunda generación del avión X-Racer. Sin embargo, la liga nunca logró salir de su fase de desarrollo, y ninguna competencia fue llevada a cabo.

## Vehículos

### Super Mod
El Super Mod es un vehículo no tripulado propulsado por cohetes reutilizable de despegue y aterrizaje vertical (VTOL) desarrollado en los años 2010-2011. Fue presentado a la NASA como un potencial vehículo suborbital para su uso en el programa de oportunidades de vuelo. Agregó carenados aerodinámicos, patas de aterrizaje parcialmente extensibles con menor arrastre aerodinámico y mejoras de sistemas a la estructura del modelo básico de los vehículos Mod.

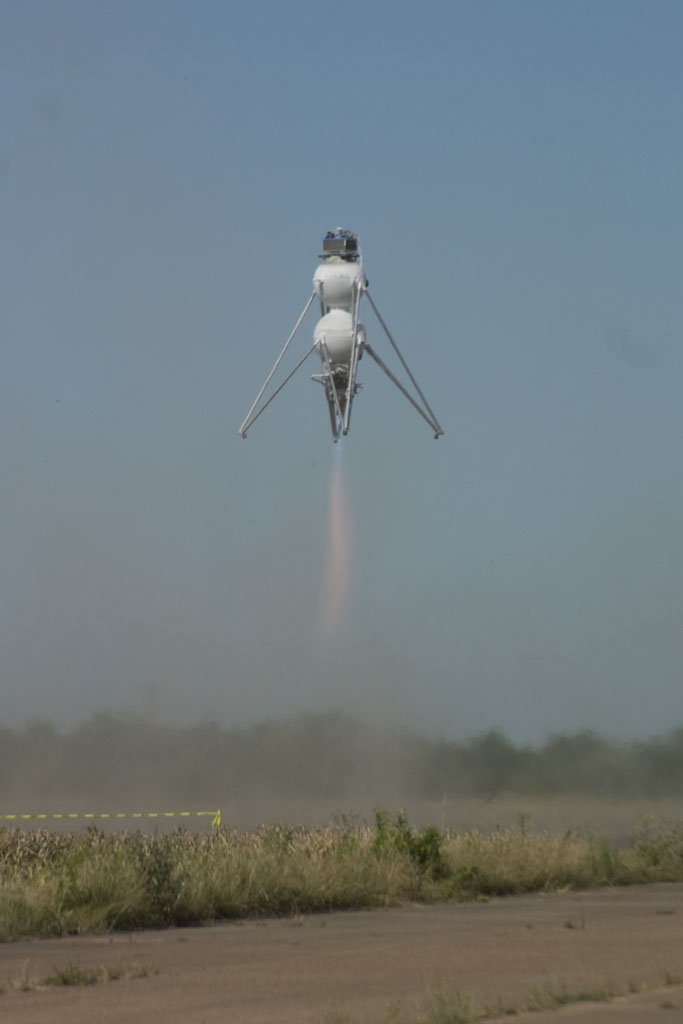
Cohete Mod durante la competencia Lunar Lander
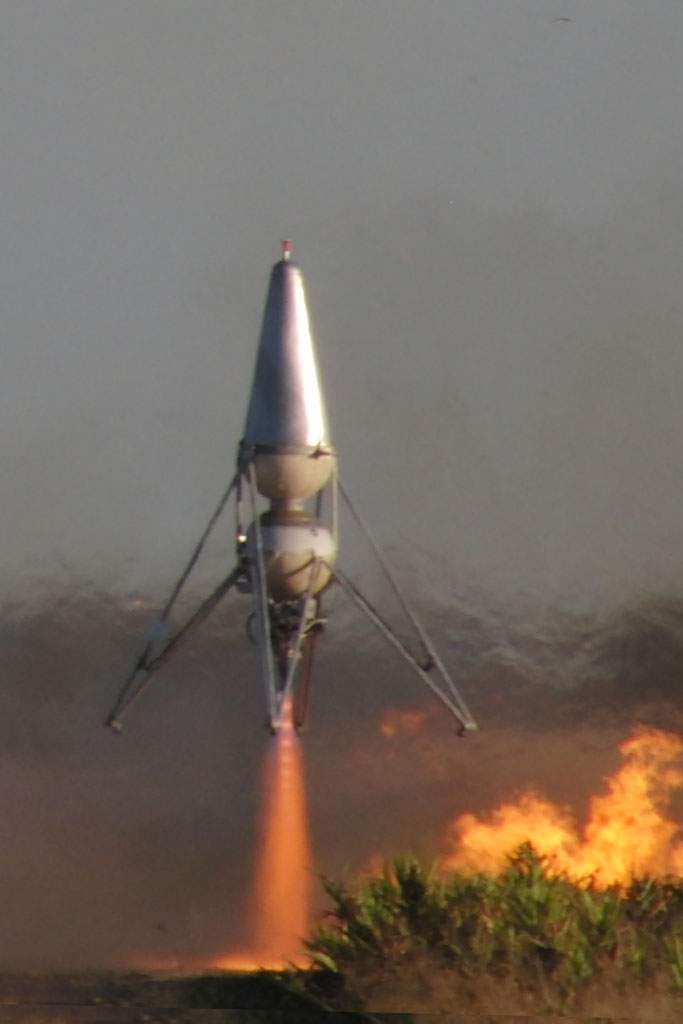
El cohete Mod en vuelo con un cofia inicial
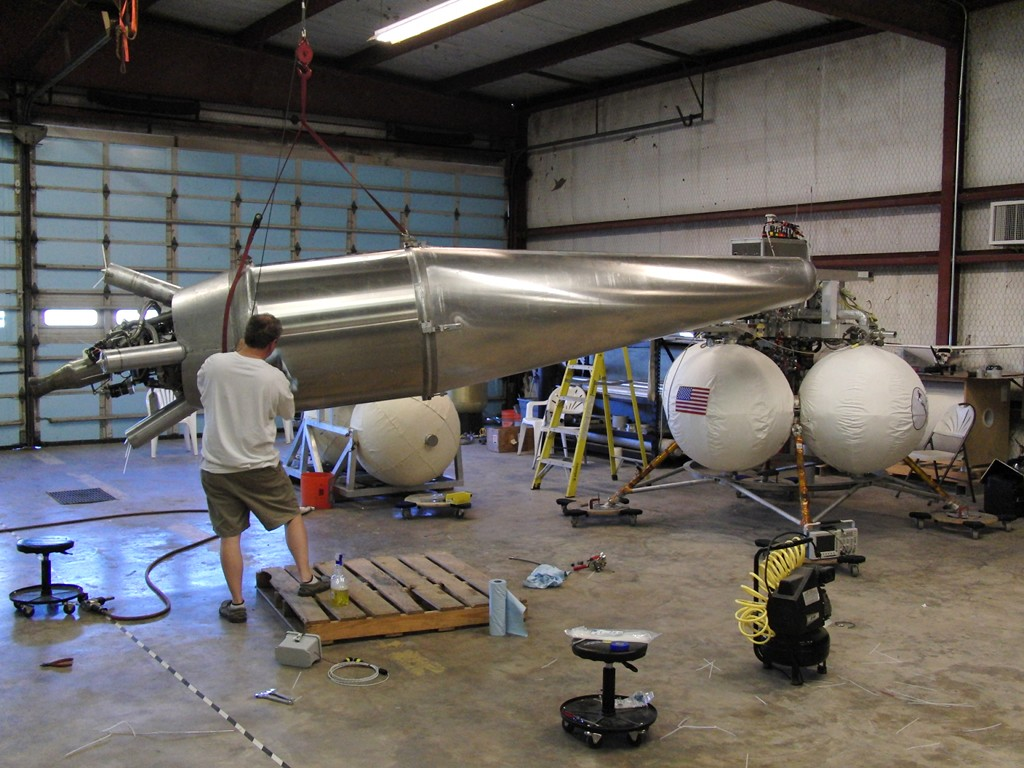
El cohete SuperMod durante el ensamblaje final

### Stig

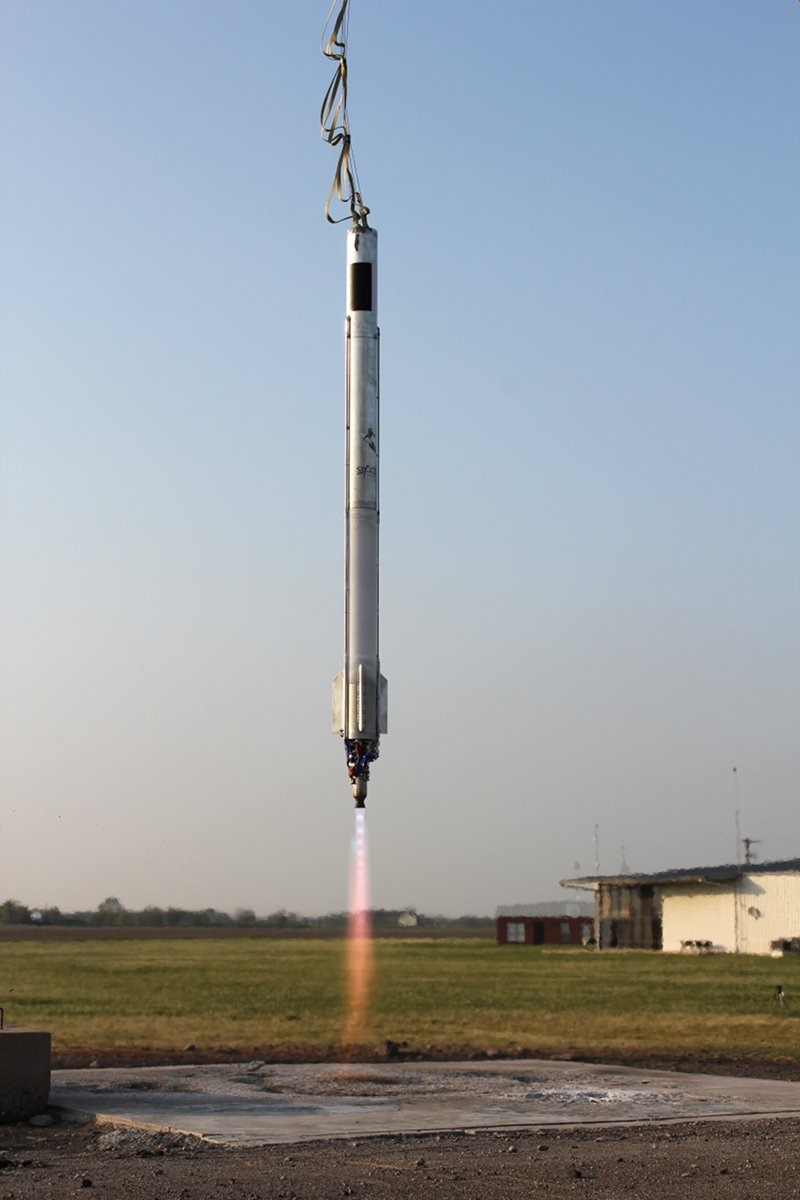
Cohete Stig durante un vuelo de prueba atado

A finales de 2010, Armadillo comenzó el desarrollo de un nuevo más largo creado para vuelos de bajo arrastre y mayor velocidad a gran altura, llamado Stig en homenaje al conductor secreto del programa Top Gear. Este cohete tenía sistemas, motores y componentes similares a los de los vehículos Super Mod, pero se optimizó aerodinámicamente para vuelos a gran altitud con tanques cilíndricos largos de 38 centímetros de diámetro en lugar de tanques esféricos más grandes. En su segundo vuelo, que tuvo lugar en 2012, alcanzó una altura de 82 kilómetros, pero su paracaídas no funcionó como estaba planeado.
El tercer vuelo tuvo lugar en enero de 2013 y el vehículo experimentó un aterrizaje forzoso después de una falla en el despliegue del paracaídas, sin embargo todos los sistema del cohete funcionaron correctamente.

## Personal y financiación
Armadillo era liderada y financiada por John Carmack, un desarrollador de videojuegos, entre los que se encuentran la saga Doom y Quake.
Durante sus inicios, todos sus empleados (incluido Carmack) tenían otros trabajos a tiempo completo y contribuyeron con sus esfuerzos dos veces por semana a Armadillo de forma voluntaria.
Armadillo tenía un presupuesto relativamente pequeño y no contaba con el respaldo de empresas o agencias aeroespaciales como NASA, ESA o Boeing. La empresa se declaraba completamente autofinanciada.
En febrero de 2006, Carmack declaró que el programa hasta la fecha había costado un poco más de $ 2 millones. Incluso para estándares del Premio Ansari X Prize, esto es un presupuesto bajo, se estima que Scaled Composites gastó $ 25 millones en el programa SpaceShipOne.
El 8 de agosto de 2006, Armadillo Aerospace anunció que había llegado a un acuerdo de patrocinio con NVIDIA. Si bien los detalles eran escasos, John Carmack dijo: "En este momento, existe la posibilidad de que haya escrito el último cheque personal que necesito para Armadillo".
En abril de 2008, Carmack ofreció una cifra actualizada de "costo total hasta la fecha, alrededor de $ 3.5 millones". Estimó que se necesitarían otros $ 2 millones para lograr un vuelo tripulado a 100 km utilizando el diseño modular de Armadillo en una configuración de "seis paquetes".
Para 2010, Armadillo tenía 7 empleados a tiempo completo y era rentable en operaciones en curso (aunque Carmack continuaba invirtiendo en esfuerzos de desarrollo).
La mascota de la compañía era un armadillo llamado Widget.

### "Modo de hibernación" y venta de activos
En agosto de 2013, Carmack indicó que tras el accidente del cohete STIG-B a principios de ese año, había reducido las operaciones de la compañía y había puesto a la compañía en "modo de hibernación". Armadillo había dejado de aceptar un (rentable) contrato de investigación y desarrollo dos años antes, con el fin de centrarse en el desarrollo de un cohete suborbital reutilizable. Durante esos dos años, Armadillo operó a una tasa de quema de aproximadamente $ 1 millón por año financiada personalmente por Carmack. Varias razones llevaron a este resultado,  incluido el hecho de que no se adoptó una estrategia de construcción de varios vehículos de prueba, lo que hace que la pérdida de un solo cohete sea más significativa de lo que hubiera sido de otra manera.
A partir de agosto de 2013, Carmack estaba "buscando activamente inversores externos para reiniciar el trabajo en los cohetes de la compañía".
En 2015, los activos de Armadillo Aerospace se vendieron a EXOS Aerospace Systems & Technologies, Inc.
El 14 de septiembre de 2017 la empresa SpaceX publicó un vídeo en su canal de YouTube en el cual se mostraban todos sus fracasos al intentar aterrizar la primera etapa del cohete Falcon 9. Carmack reaccionó al vídeo comentando en su cuenta de Twitter que: 

Mostré todos nuestros fracasos al comienzo de Armadillo Aerospace, pero todos pensaron que era una idea terrible y me convencieron de que no funcionaria

En la sección de comentarios, una persona preguntó si había posibilidades de que Armadillo Aerospace volviera a estar activa, Carmack respondió:

Sí, hay una posibilidad. Tengo un plan que quiero probar en algún momento.